# Скајлајн (Минесота)
Скајлајн (енгл. Skyline) град је у америчкој савезној држави Минесота.

## Демографија
По попису из 2010. године број становника је 289, што је 41 (-12,4%) становника мање него 2000. године.
| Група             | 2000.       | 2010.       |
| Белци             | 321 (97,3%) | 278 (96,2%) |
| Афроамериканци    | 0 (0,0%)    | 0 (0,0%)    |
| Азијати           | 4 (1,2%)    | 1 (0,3%)    |
| Хиспаноамериканци | 1 (0,3%)    | 9 (3,1%)    |
| Укупно            | 330         | 289         |